# مانیکور

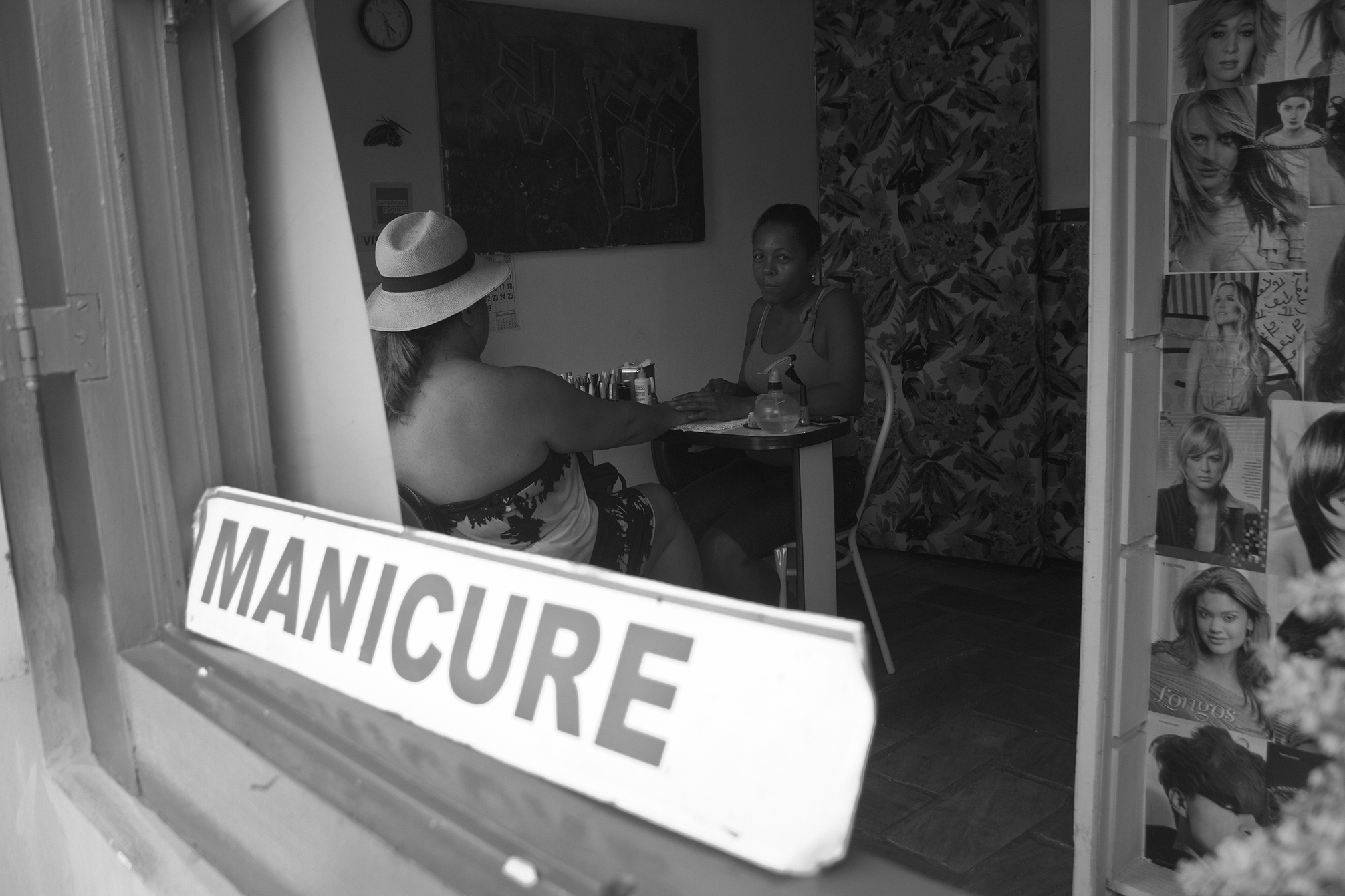
ارائه خدمات مانیکور در مغازه

مانیکور (به انگلیسی: Manicure) یک کار زیبایی آرایشی و بهداشتی بر روی ناخن‌های دست است که در خانه یا سالن زیبایی انجام می‌شود. مانیکور شامل پر کردن، شکل دادن به لبه ناخن، کشیدن و قطع کردن پوست مردهٔ صفحهٔ ناخن، درمان، ماساژ دست و استفاده از لاک ناخن است. هنگامی که این کار بر روی پا و ناخن‌های پا انجام شود، پدیکور (به انگلیسی: Pedicure) نامیده می‌شود.

## مانیکور فرانسوی

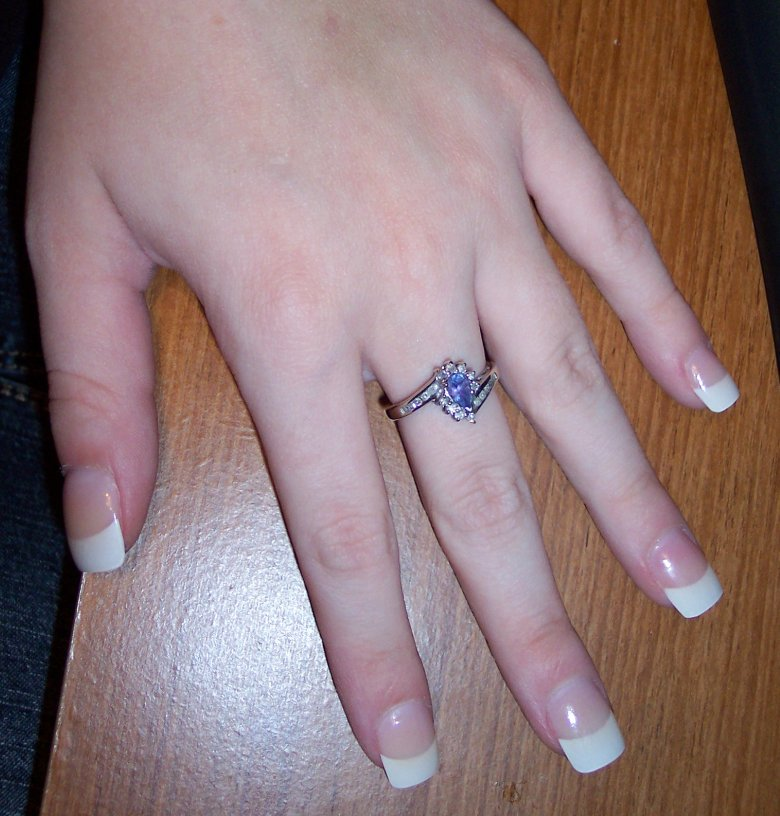
مثالی از مانیکور فرانسوی یا French Manicure. برق ناخن و در قسمت نوک، لاک سفید.

مانیکور فرانسوی، یک روش مانیکور (لاک ناخن زدن) است. این ایده ابتدا در پاریس به وجود آمد و مایه اصلی آن، استفاده از رنگ صورتی و طبیعی خود ناخن به علاوه خطی از رنگ سفید در قسمت جلو است. این ترکیب، یادآورنده رنگ طبیعی ناخن است. قسمت جلویی ناخن سفید می‌شود و بقیه آن با برق ناخن، رنگ صورتی می‌گیرد.

### تاریخچه
مانیکور فرانسوی ممکن است به قرن ۱۸ بر گردد و در دهه ۱۹۲۰ و ۱۹۳۰ بسیار معمول بوده‌است. دلیل انتخاب این مدل، سادگی و ظاهر طبیعی و بسیار تمیز ناخن است.

### روند
هزینه این مانیکور معمولاً گران‌تر از انواع دیگر مانیکور است. در ابتدا یک لایه برق ناخن به کل ناخن زده می‌شود و بعد با دقت یک هاله سفید در قسمت جلوی ناخن، رسم می‌شود.

## انواع دیگر
در مانیکور آمریکایی، ابتدا کل ناخن به رنگ صورتی طبیعی (یا با برق ناخن) رنگ می‌شود و بعد قسمت جلویی ناخن‌ها به رنگ بژ در می‌آید.

## نگارخانه

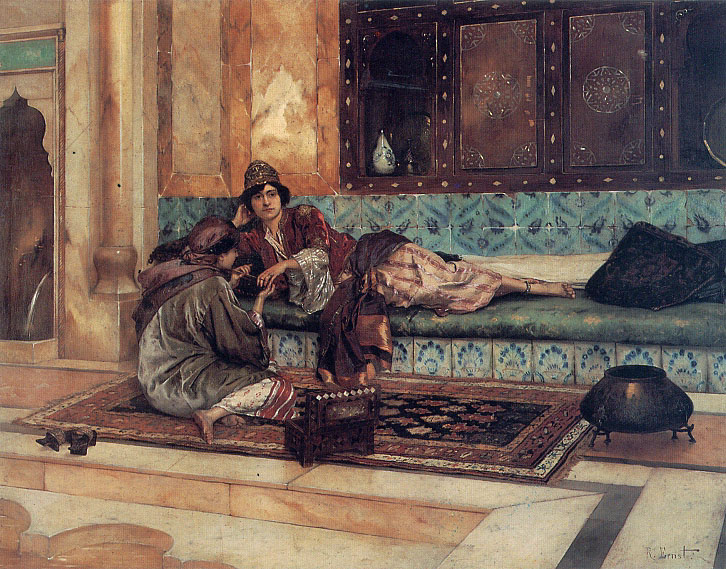
مانیکور در گذشته
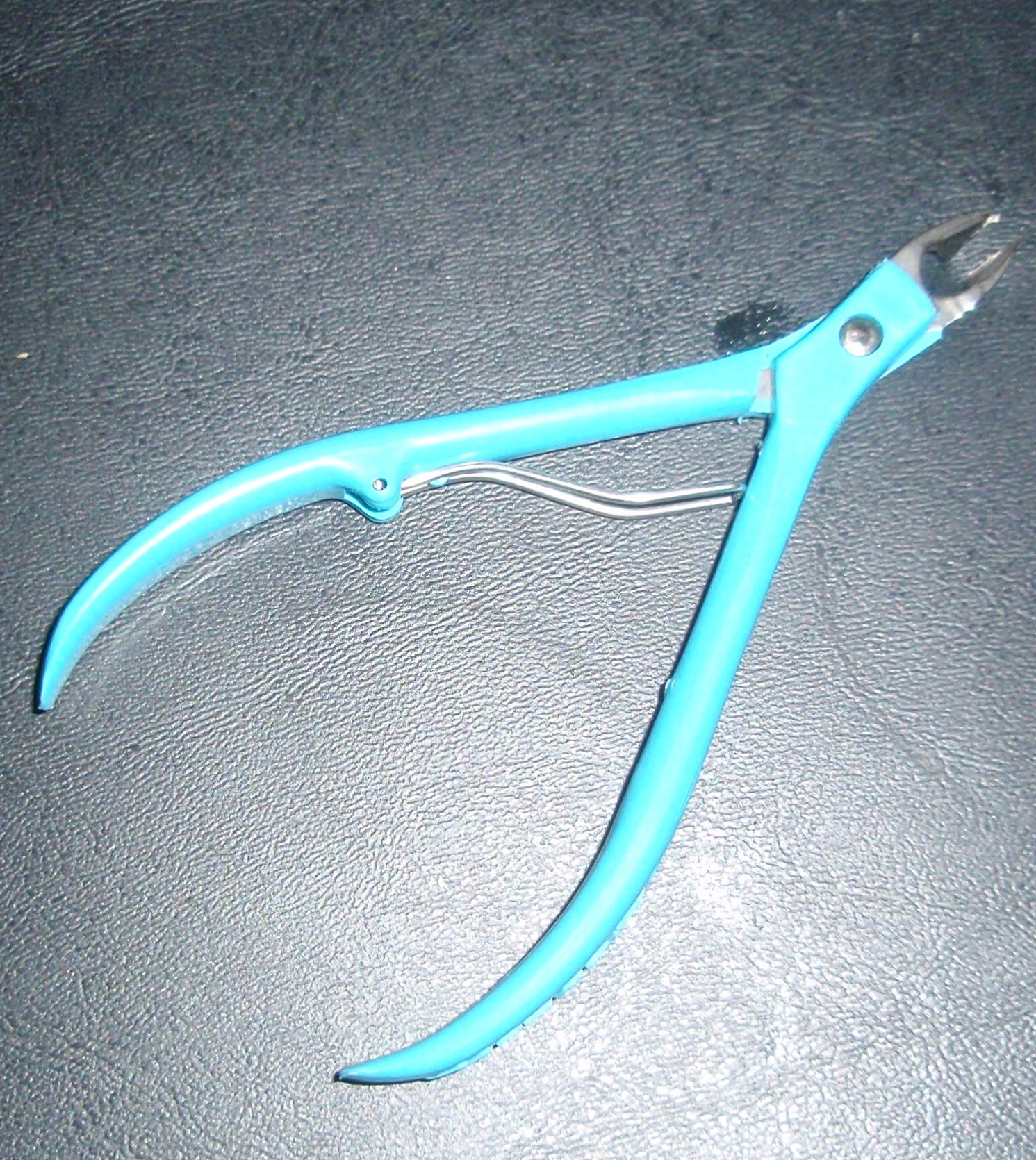
کوتیکول کاتر
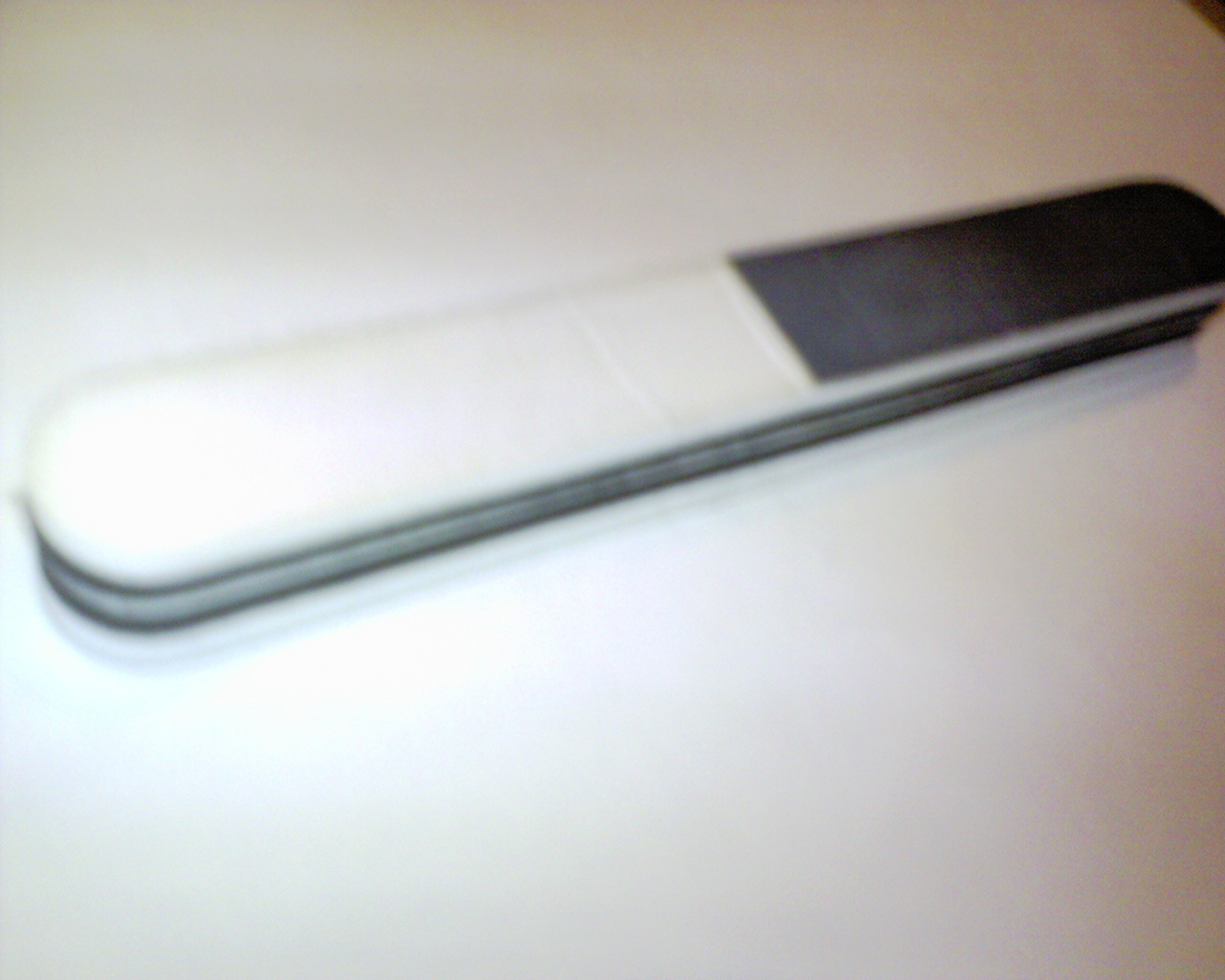
بافر ناخن
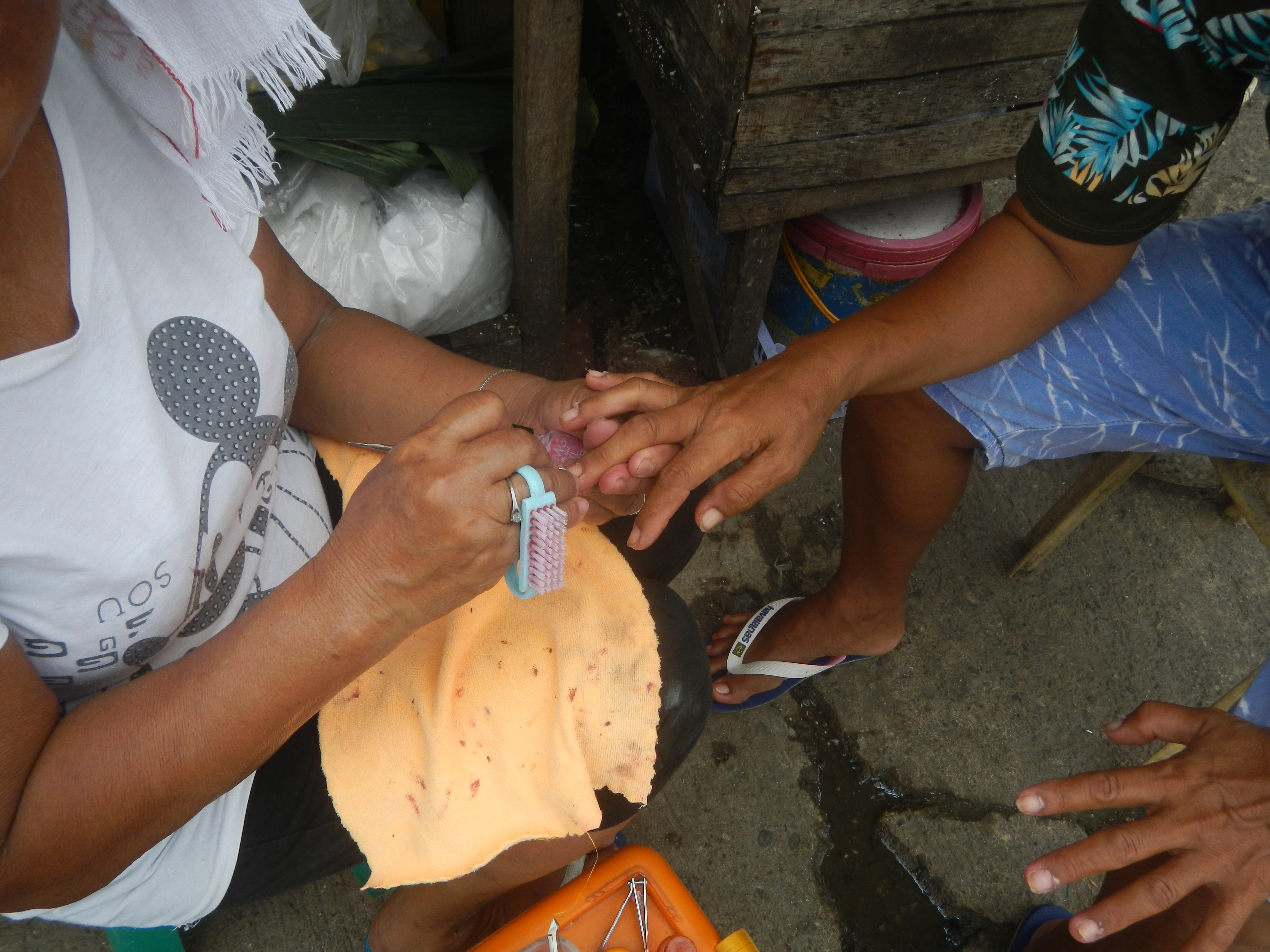
مانیکور خیابانی
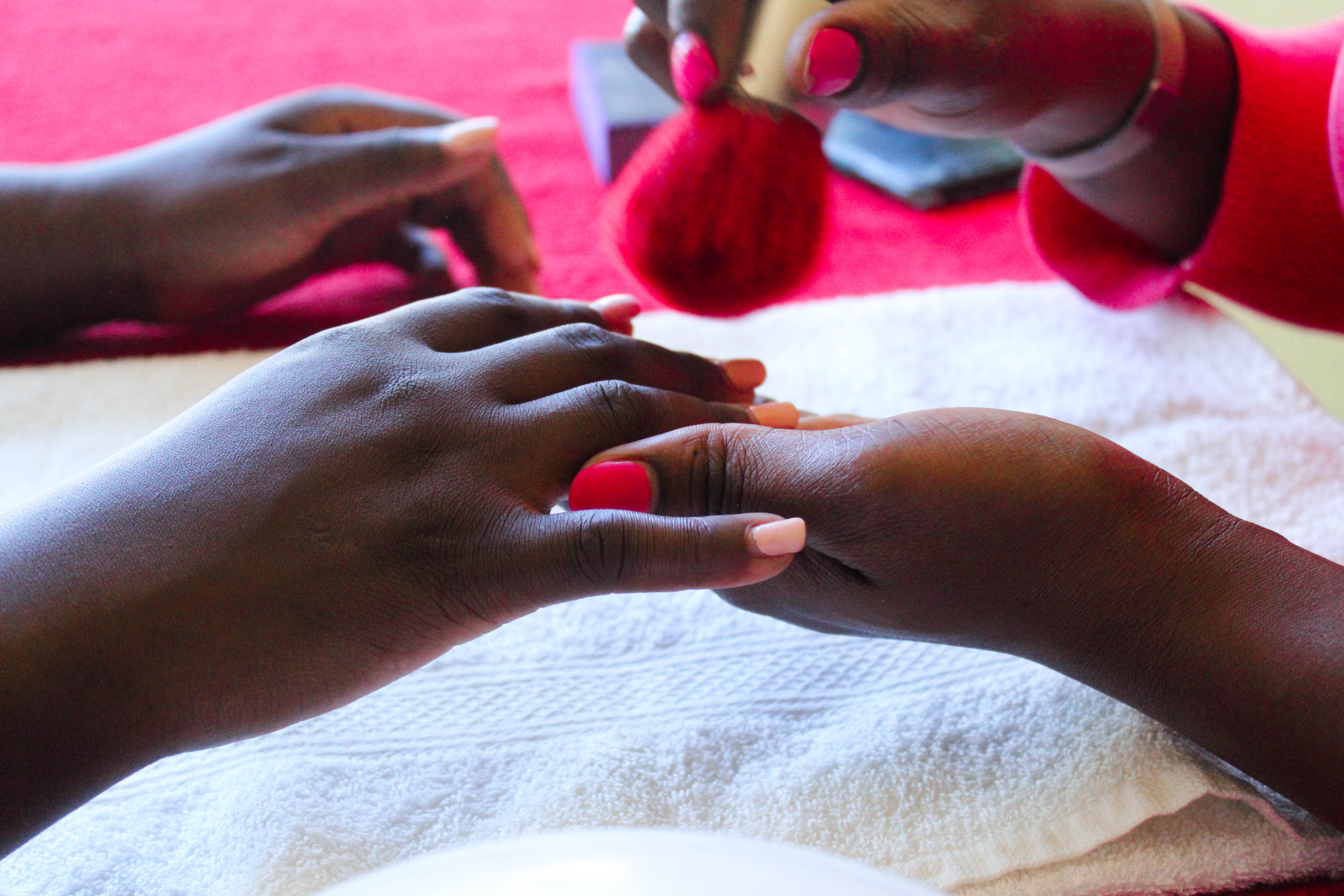
فرچه گردگیری مانیکور